# Artur Guasch i Spick
Artur Guasch i Spick (Barcelona, 1899 - Figueres, 1943) va ser un comediògraf i editor català. Com a editor va impulsar la col·lecció El Nostre Teatre, que publicava quinzenalment obres de teatre inèdites de dramaturgs catalans.
Com a dramaturg publicà Tota una dona (1938), aprofitant el seu propi segell, i que havia estat estrenada el 5 de desembre de 1937 al Teatre de l'Orfeó Gracienc. L'espardenyera del barri és una obra inèdita de l'autor, dins del gènere del teatre líric català, que fou escrita a quatre mans amb Ramon Vinyes i Cluet. També col·laborà puntualment a la revista literària Cossetània.